# Madeleine Martin (actrice, 1991)
Pour les articles homonymes, voir Madeleine Martin et Martin.
Madeleine Martin née le 20 août 1991 à Kungsbacka, en Suède, est une actrice suédoise.  
Martin a joué le rôle de Cleo dans la série Web TV Riverside (Andra Avenyn) de la télévision suédoise à l'automne 2009. Par la suite, elle a joué dans le court métrage The Art of Breaking Up (Konsten att Göra Slut) et Studio Sex, qui est l'un des nombreux films mettant en scène le personnage Annika Bengtzon, dans lequel elle joue la barmaid Patricia. Martin a également un rôle dans le film Easy Money II (Snabba Cash II), dans lequel elle joue le personnage de Nadja.  
Madeleine Martin est la sœur de l'acteur et réalisateur Philip Martin.

## Filmographie
- 2009 : Riverside : Cleo Lindström
- 2011 : The Art of Breaking Up : Nina
- 2012 : Studio Sex (sv) : Patricia
- 2012 : Easy Money : La Cité des égarés (Snabba Cash 2) : Nadja
- 2013 : Easy Money : Le Dernier Souffle (Easy Money III: Life Deluxe) : Nadja
- 2013 : Studentfesten : Sanna
- 2014 : Odödliga : Em
- 2014 : Welcome to Sweden (série télévisée)
- 2020 : Breaking Surface : Tuva

## Vidéoclip
- Madeleine Martin apparaît dans le clip Addicted to You du DJ suédois Avicii en duo avec l'actrice suédoise Hedda Stiernstedt[1].